# 알체라
알체라(Alchera)는 AI 기반 영상 인식을 하는 대한민국의 기업이다

## 역사
2016년 삼성종합기술원 출신 연구진들이 설립하였다

## 상장
2020년 12월 21일에 성장성 추천 특례로 공모가 10,000원에 대표주간사 신영증권과 인수 주간사 NH투자증권으로 환매청구권(공모가 90%, 6개월)과 함께 코스닥 시장에 상장되었다.

## 사업
얼굴인식 AI, 이상 상황 감지 AI, AI 학습 데이터 제작, 기타 등 분야에서 온프레미스 형태인 SDK(소프트웨어 개발 도구)와 SaaS 형태인 API(어플리케이션 프로그래밍 인터페이스)로 서비스를 제공한다. 2016년부터 얼굴과 신체, 객체 추적 기술을 상용화했다

## 경영
알체라는 2021년 11월 25일 2회차 사모 CB 발행을 결정했다.
 상장 당시 흑자전환할 것으로 예상했는데도 불구하고 2020년에는 51억원, 2021년 111억원, 2022년 169억원의 연속 영업손실을 기록했다. 적자로 인해 주주들의 반발이 상당하다. 한양증권을 주관사로 유상증자를 진행중이다 알체라는 570억원 규모의 유상증자 납입일을 최초 신고서 제출 기준 11월에서 내년 2월 6일로 미루기로 결정했다. 

## 자회사
유스비

## 참고문헌
1. ↑  이새롬, 한국IR협의회 기술분석보고서-알체라, 2022년 6월 17일
2. ↑  김선애, “탈레스 ‘센티넬’, 알체라 글로벌 진출 지원“, 데이터넷, 2023년 11월 13일
3. ↑  하나증권 Equity Research - 알체라
4. ↑  KB증권 분석보고서 - 알체라
5. ↑  신한투자증권 - 분석보고서 알체라
6. ↑  이주영, 황영규 알체라 대표, ‘소프트웨어 산업발전 유공 대통령 표창' 수상, AI타임즈, 2023년 11월 28일
7. ↑  남준우, '알체라 CB 투자' 키움PE, 주가 부진 속 엑시트 향방은, 더벨, 2023년 11월 28일
8. ↑  박형수, 알체라, 늦어지는 흑자전환…이어지는 신주 발행, 아시아경제, 2023년 10월 20일
9. ↑  최창원, ‘스노우’가 투자한 알체라, 물러설 곳이 없다, 매일경제, 2023년 3월 12일
10. ↑  신민규, 파두 불똥 튄 알체라, 신고서 다섯번 정정해도 금감원 딴지?, 더벨, 2023년 11월 23일
11. ↑  신민규, 알체라, 금융당국 제동에 납입일 내년 2월 연기, 더벨, 2023년 12월 4일
12. ↑  리딩증권 분석보고서-알체라